# Faster Disaster
Faster Disaster − drugi album szwedzkiego thrash metalowego zespołu Terror 2000.

## Lista utworów
1. "Back with Attack" -	04:07
2. "Formula Flame Feast" -	03:54
3. "Headrush" -	03:38
4. "Infernal Outlaw" -	03:58
5. "Burn-Out in Blood" -	03:16
6. "Faster Disaster" -	02:46
7. "Menace of Brutality" -	05:26
8. "Stalkers in the Night" -	04:22
9. "I'm Speed at Night" -	03:27
10. "Killing Machine" -	03:49

## Wykonawcy
- Björn "Speed" Strid - gitara basowa, wokal
- Erik Thyselius - perkusja
- Niklas Svärd - gitara
- Klas Ideberg - gitara